# Мюлліген (Ааргау)
Мюлліген (нім. Mülligen AG) — громада  в Швейцарії в кантоні Ааргау, округ Бругг.

## Географія
Громада розташована на відстані близько 85 км на північний схід від Берна, 17 км на північний схід від Аарау.
Мюлліген має площу 3,2 км², з яких на 28,3% дозволяється будівництво (житлове та будівництво доріг), 36,8% використовуються в сільськогосподарських цілях, 32,1% зайнято лісами, 2,8% не є продуктивними (річки, льодовики або гори).

## Демографія
2019 року в громаді мешкало 1086 осіб (+14,1% порівняно з 2010 роком), іноземців було 17,9%. Густота населення становила 344 осіб/км².
За віковим діапазоном населення розподілялося таким чином: 20,3% — особи молодші 20 років, 63,7% — особи у віці 20—64 років, 15,9% — особи у віці 65 років та старші. Було 472 помешкань (у середньому 2,3 особи в помешканні).
Із загальної кількості 163 працюючих 10 було зайнятих в первинному секторі, 48 — в обробній промисловості, 105 — в галузі послуг.